# Corail (arrondissement)
Corail (Haïtiaans-Creools: Koray) is een arrondissement van het Haïtiaanse departement Grand'Anse, met 132.000 inwoners. De postcodes van dit arrondissement beginnen met het getal 73.
Het arrondissement Corail bestaat uit de volgende gemeenten:
- Corail (hoofdplaats van het arrondissement)
- Beaumont
- Pestel
- Roseaux